# Próba makowa
Próba makowa – badanie diagnostyczne wykorzystywane w diagnostyce przetok pomiędzy układem pokarmowym i moczowym. Najczęściej jest to przetoka esiczo-pęcherzowa. Według niektórych autorów badanie to przewyższa czułością takie badania diagnostyczne, jak USG, urografia, cystoskopia, rektoskopia, kolonoskopia czy badania kontrastowe przewodu pokarmowego.
Badanie polega na doustnym podaniu maku oraz następowym poszukiwaniu jego ziarenek w osadzie moczu.
Do wystąpienie przetok pomiędzy światłem jelita grubego a światłem pęcherza moczowego dochodzi w przypadku następujących jednostek chorobowych:
- uchyłki okrężnicy lub uchyłek pęcherza moczowego w przypadku wystąpienia ich stanu zapalnego i perforacji
- choroba Hirschsprunga
- zapalenie wyrostka robaczkowego z wytworzeniem ropnia okołowyrostkowego i jego perforacji
- choroba Crohna
- nowotwory jelita grubego lub pęcherza moczowego
- swoiste procesy zapalne w przebiegu
  - gruźlicy
  - kiły
  - promienicy
- po zabiegach operacyjnych w obrębie krocza oraz po zabiegach endoskopowych (cystoskopia, kolonoskopia)
- po urazach (rany kłute, postrzałowe, złamania miednicy)
- stany po radioterapii i brachyterapii
- wady rozwojowe układu moczowego lub pokarmowego
- zapalenie uchyłka Meckela

Zobacz też:
- pneumaturia
- fekaluria